# Boston Open 2000
Die Boston Open 2000 im Badminton fanden am MIT in Cambridge statt. Es war die vierte Auflage dieser Turnierserie.

## Sieger und Finalisten
| Disziplin    | Gold                                | Silber                   |
| ------------ | ----------------------------------- | ------------------------ |
| Herreneinzel | Stuart Arthur                       | Wu Chibing               |
| Dameneinzel  | Elie Wu                             | Anna Efremova            |
| Herrendoppel | Evgeny Dremin Alexey Vasiliev       | Kyle Hunter Lance Hunter |
| Damendoppel  | Chantale Bergeron Nancy Desaulniers | Cora Tu Elie Wu          |
| Mixed        | Alexey Vasiliev Anna Efremova       | Kyle Hunter Cora Tu      |